# Free on board

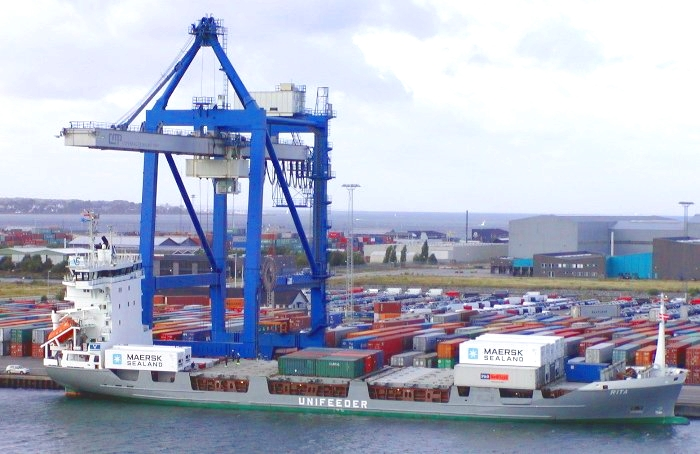
Barco de mercancías cargando en Dinamarca

FOB (del inglés Free On Board, «Libre a bordo, puerto de carga convenido») es un incoterm —una cláusula de comercio internacional— que se utiliza para operaciones de compraventa en las que el transporte de la mercancía se realiza por barco, ya sea marítimo o fluvial. Siempre debe utilizarse seguido del nombre de un puerto de carga. FOB es uno de los incoterm más utilizados.

## Descripción del FOB 2010
El vendedor entrega la mercancía «a bordo del buque» designado por el comprador en el puerto de embarque designado, y por tanto estibado; en ese momento se traspasan los riesgos de pérdida o daño de la mercancía del vendedor al comprador. El vendedor contrata el transporte principal, a través de un transitario o un consignatario, por cuenta del comprador. El vendedor también realiza los trámites aduaneros necesarios para la exportación.
El comprador paga todos los costes posteriores a la entrega de la mercancía: el flete, la descarga en el puerto de destino, los trámites de la aduana de importación, como parte de su precio de compra. Puede, si lo desea, contratar un seguro que cubra el riesgo durante el transporte en barco.

## Uso del término FOB
El incoterm FOB debe usarse para transporte marítimo o fluvial. Si el transporte se realiza a través de diversos medios, se trata de transporte multimodal y existen otros términos más apropiados, como FCA.
El FOB se utiliza para carga general que no esté incluida en un contenedor; pueden utilizarse palés, bidones, cajas, fardos, etcétera. Los costos de las operaciones desde que la mercancía llega al puerto hasta que se carga en el buque se denominan «gastos FOB estrictos», y son los gastos de recepción, acarreo y carga. Los gastos de estiba suelen estar incluidos en el flete.